# دهستان جلگاه
جلگاه، دهستانی است از توابع بخش مرکزی شهرستان جهرم در استان فارس ایران.

## جمعیت
براساس سرشماری سال ۱۳۹۵ جمعیت آن ۹٬۲۵۷ نفر (۲٬۴۶۷ خانوار) بوده‌است.